# Le Retour de Sherlock Holmes (téléfilm, 1987)
Pour plus de détails, voir Fiche technique et Distribution.
Le Retour de Sherlock Holmes (The Return of Sherlock Holmes) est un téléfilm américain de Kevin Connor, diffusé en 1987.

## Synopsis
Dans la séquence d'introduction, un ancien agent du FBI, Carter Morstan, reçoit une visite inattendue d'un certain Small. Dans la bagarre qui s'ensuit, un coup de feu part. Un corps est enroulé dans un tapis et quelqu'un met le feu au tapis.
Jane Watson est détective privée à Boston (Massachusetts), mais ses affaires ne marchant pas bien, elle se trouve forcée de vendre la maison de campagne de son ancêtre, le docteur Watson. Elle se rend en Angleterre pour la visiter une dernière fois, et sur place un avocat lui remet une enveloppe. En suivant les instructions détaillées contenues dans l'enveloppe, Jane trouve une cave secrète avec une capsule de cryogénisation, avec un homme à l'intérieur.
Cet homme, une fois dégelé, s'avère être l'ami et partenaire de son ancêtre, le légendaire Sherlock Holmes. Il avait reçu un cadeau empoisonné d'un membre de la famille de son vieil ennemi James Moriarty, et il s'était trouvé infecté par la peste bubonique. Dans l'espoir qu'il pourrait être guéri dans le futur, Holmes et Watson avaient imaginé ce plan désespéré. Après quelques péripéties, Jane arrivera à lui trouver un remède.
Holmes, un peu perdu dans un monde qui a beaucoup changé, finit par accompagner Jane aux États-Unis, où ils vont se trouver mêlés à une affaire très difficile. Le bureau de Jane a été saccagé et quelqu'un a laissé un message signé Small. Plus tard, ils reçoivent la visite de Violet, la fille de Carter Morstan, qui leur demande d'enquêter sur la mort de son père. Jane et Holmes cherchent l'appui du FBI, mais ils ne font que se trouver sous la surveillance d'un jeune agent nommé Tobias. 
Alors qu'ils sont sur la trace des anciens collègues de Morstan, ils trouvent l'un d'entre eux mort. Avec l'aide de Tobias, Holmes et Jane découvrent que Morstan et ses collègues sont impliqués dans la disparition de plusieurs millions de dollars de fausse monnaie, disparition à laquelle est mêlé un certain Peter Small. Lorsqu'ils ont été suspectés à l'époque, les agents avaient refusé le détecteur de mensonges et avaient démissionné du FBI. 
Finalement Holmes découvrira la vérité : le coupable est en fait Carter Morstan lui-même. Peu après que lui et ses collègues avaient caché l'argent, il se l'était approprié. Il a tué Small lors de leur bagarre et il a décidé de tuer ses complices en faisant porter le chapeau à Small.

## Fiche technique
- Titre original : The Return of Sherlock Holmes
- Titre français : Le Retour de Sherlock Holmes
- Réalisation : Kevin Connor
- Scénario : Bob Shayne, librement inspiré du roman Le Signe des quatre d'Arthur Conan Doyle
- Direction artistique : Simon Wakefield
- Décors : Keith Wilson
- Costumes : Graham Williams
- Photographie : Tony Imi
- Montage : Bernard Gribble
- Musique : Ken Thorne
- Production : Nick Gillott
- Société de production et de diffusion : CBS Entertainment Production
- Pays d’origine :  États-Unis
- Langue originale : anglais
- Format : couleur — 35 mm — 1,33:1 — son Stéréo
- Genre : Comédie policière
- Durée : 100 minutes
- Date de première diffusion : 10 janvier 1987

## Distribution
- Margaret Colin : Jane Watson
- Michael Pennington : Sherlock Holmes
- Barry Morse : Carter Morstan
- Olivier Pierre : Hampton
- Lila Kaye : Miss Houston
- Shane Rimmer : Stark
- Nicholas Guest (en) : Toby
- Sheila Brand : Kitty
- Daniel Benzali : Ross
- Connie Booth : Violet Morstan